# Nephrotoma sundaica
Nephrotoma sundaica är en tvåvingeart som beskrevs av Edwards 1932. Nephrotoma sundaica ingår i släktet Nephrotoma och familjen storharkrankar. Inga underarter finns listade i Catalogue of Life.